# نبرد پل
نبرد پل یا نبرد جسر (به عربی: معرکة الجسر) نبردی میان شاهنشاهی ساسانی و مسلمانان بود که در کرانه رود فرات و در سال ۶۳۴ میلادی روی داد و با پیروزی سپاه ساسانی پایان یافت.

## پیش‌زمینه
در محرم سال سیزدهم هجری خالد بن ولید از عراق به شام رفت. کار عمده‌ای که خالد در عراق انجام داد فتح حیره بود. گفته می‌شود که قبل از رفتن به شام خالد در نبرد فراض سپاه روم و سپاه ایران را که با یکدیگر متحد شده بودند، شکست داده است. در روایات قدیمی از این جنگ فراض و بعضی دیگر از جنگ‌های خالد ذکری نیست. ابن اسحاق، نبرد عین‌التمر را در وقت مسافرت خالد به شام ذکر کرده و به موجب روایات بلاذری و مداینی جنگ‌های حصید و مصیخ هم در همین دورهٔ مسافرت خالد به جانب شام روی داده است.
پس از رفتن خالد مثنی بن حارث شیبانی در عراق به امارت لشکریان اسلام ماند. با عزیمت خالد بیشتر شهرها و آبادی‌هایی که به تاراج رفته بودند یا تن به پرداخت جزیه و خراج داده بودند باز از فرمان مردم عرب سر فرو پیچیدند. مثنی که نیمی از سپاه اسلام را از دست داده بود همه جا مواجه با مقاومت و مخالفت شد و همه جا مردم زندگی گذشته را از سر گرفتند. تهدید حدود ایران از طرف مسلمین باعث شد که دربار ایران رستم فرخزاد حاکم خراسان را خواسته اختیارات تام به او برای جنگ با اعراب داد و او لشکری آراست و در تحت سرکردگی «بهمن جادویه» (یا بهمن دراز ابرو)، به حدود فرستاد. رستم فرخزاد که در این زمان کسب قدرت کرده بود دهقانان سواد را به دفع اعراب واداشت و به هر آبادی کسی را فرستاد تا مردم را بر عرب بشوراند و همه را آمادهٔ جنگ بدارد. همه جا لشکر گسیل کرد و در هر جا که لشکر بود آن را تقویت کرد. مثنی بن حارث شیبانی چون این احوال سخت را بدید بتن خویش آهنگ مدینه کرد. در مدینه ابوبکر بیمار بود و در بستر مرگ سفارش کرد که مسلمانان عراق را ضایع نگذارند. بعد از وفات ابوبکر خلیفهٔ تازه عمر بن الخطاب مردم مدینه را وعدهٔ پیروزی و غنیمت داد و به آهنگ عراق برانگیخت. مردم در قبول این دعوت، دعوت به جنگ با ایران، در تردید بودند و از قدرت و تعداد ایرانیان وحشت داشتند. گویند مثنی بن حارث شیبانی برای مردم سخن گفت. ضعف و فتور خسروان را بیان کرد و جنگ با ایران را آسان فرا نمود. خلیفه دوم بدین کار دل داد. خلیفه عمر، ابوعبید مسعود ثقفی را که زودتر از دیگران داوطلب شده بود به امارات این لشکر برگزید.

## شرح نبرد
چون ابوعبید مسعود ثقفی به عراق رسید در حدود حیره فرود آمد و به امر او که سرکردهٔ لشکر اسلامی بود، مسلمین پلی از قایق‌ها ساخته برای جنگ با ایرانیان از فرات گذشتند. فیل‌های جنگی‌ای که در قشون ایران بودند، باعث وحشت اسب‌های اعراب شدند، بطوریکه آنها اطاعت سواران خود نکردند، با این حال اعراب مجبور شدند، پیاده جنگ کنند و ابوعبید حمله به فیل سفیدی برده او را زخمی کرد و فیل او را در زیر پای خود گرفت و او را له کرد. پس از آن بهره‌مندی با ایرانیان شد و سرکردگان لشکر عرب کشته شدند. در این حال عربی فریاد زد «باید تماماً کشته شویم یا فتح کنیم» و اتصال قایقی را با قایق‌های دیگر قطع کرد چون این اقدام بی‌رویه و خطرناک بود، مثنی بن حارث شیبانی همراه با قسمتی از سپاه عرب به صفوف ایرانیان زدند و قسمتی دیگر به تعمیر پل و حفظ آن شتافتند، تا مسلمین با عجله عقب‌نشینی نمایند. جنگ «پل» در ۲۲ شعبان ۱۳هجری قمری (۲۰ اکتبر ۶۳۴ میلادی) رخ داد. در این جنگ تلفات مسلمین بیش از هفت هزار نفر بود. این یگانه جنگی بود که با پیروزی ایرانیان تمام شد و موسوم به «جنگ پل» است، به مناسبت پلی که در روی فرات از قایق‌ها ساخته بودند. بهمن جادویه در بادی امر می‌خواست لشکر عرب را تعقیب کند ولی در این میان خبر رسید که در تیسفون اغتشاشی شده، این بود که باعجله به آنجا شتافت. چندی بعد مثنی بن حارث شیبانی نیز در اثر زخمی که در جنگ پل برداشته بود، کشته شد.